# Salt and Fire

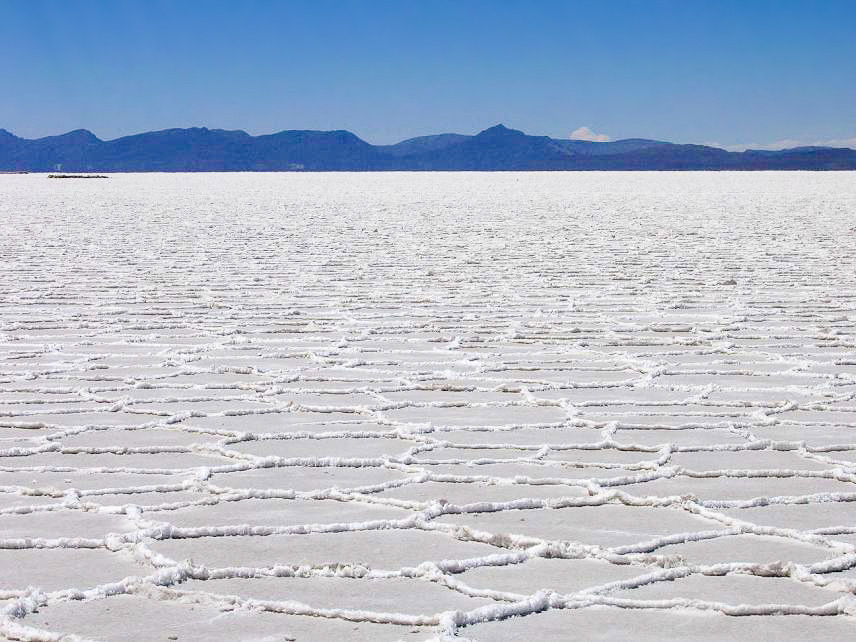
Drehort Salar de Uyuni

Salt and Fire ist ein Thriller mit romantischen Elementen, bei dem Werner Herzog sowohl Regie führte als auch das Drehbuch schrieb. Salt and Fire basiert auf der Kurzgeschichte Aral des US-amerikanischen Autors Tom Bissell.
Die Uraufführung erfolgte am 12. Juni 2016 beim Internationalen Filmfestival von Shanghai. Am 8. Dezember 2016 kam der Film in die deutschen Kinos.

## Handlung
Die Forscherin Laura Sommerfeld reist nach Südamerika, um im Auftrag der Vereinten Nationen eine mysteriöse Umweltkatastrophe am bolivianischen Diablo Blanco zu untersuchen. Am Flughafen werden die Professorin und die Kollegen, die sie begleiten, entführt und auf eine Hazienda verschleppt. Durch eine Begegnung mit zwei blinden Jungen wird sie auf die Umweltverschmutzung in Bolivien aufmerksam und auf die sich immer weiter ausbreitenden Salzseen. Sie erkennt, dass Matt Riley, der CEO eines mächtigen Konsortiums, für diese Umweltkatastrophe verantwortlich ist. Erst erfährt sie vom drohenden Ausbruch eines nahegelegenen Supervulkans, dann lässt man sie auch noch alleine mit zwei kleinen, blinden Jungen inmitten der Salzwüste zurück.

## Produktion
Die Dreharbeiten begannen im April 2015 und fanden in 4200 Metern Höhe in den Salztonebenen Salar de Uyuni im Süden Boliviens statt, der mit mehr als 10.000 Quadratkilometern größten Salzwüste der Erde. Die Dreharbeiten endeten am 19. Mai 2015. In dieser Gegend existieren tatsächlich Supervulkane, wie der aktive Uturuncu und vier weitere Calderen wie die Vilama-Caldera.
Am 1. Februar 2016 wurde bekannt, dass das unabhängige Plattenlabel Winter & Winter am 18. März 2016 ein Soundtrack-Album zum Film veröffentlichen wird. Darauf enthalten ist die Musik von Ernst Reijseger, der mit Herzog bereits bei den Filmen Die Höhle der vergessenen Träume, The White Diamond, The Wild Blue Yonder und Ein fürsorglicher Sohn zusammengearbeitet hatte.
Produziert wurde der Film von der Construction Filmproduktion, Skellig Rock und Benaroya Pictures. Koproduzenten waren das ZDF und Arte France Cinema.
Der Film feierte am 12. Juni 2016 im Rahmen des Internationalen Filmfestivals von Shanghai seine Premiere. Im Oktober 2016 erfolgte eine Vorstellung im Rahmen der Internationalen Hofer Filmtage. Am 8. Dezember 2016 kam der Film im Programm des Camino Filmverleihs in die deutschen Kinos. Ein Kinostart in den USA erfolgt am 7. April 2017.

## Rezeption

### Kritiken
Der Film konnte bislang 33 Prozent der Kritiker bei Rotten Tomatoes überzeugen.
Deborah Young von The Hollywood Reporter resümiert: Zu viel Salz, zu wenig Pfeffer.
Oliver Kaever von Spiegel Online sagt über Ferres, diese sei ihrer Rolle einfach nicht gewachsen und habe kein erkennbares dramatisches Register. Sie wirke in jeder Szene einfach nur genervt und schlecht gelaunt, so Kaever, doch sei es nicht ihre Schuld, dass der Film nicht funktioniere, sondern die von Herzog. Der Regisseur verfolge weder eine Idee, noch erzähle er eine Geschichte, und zu einer filmischen Form finde er auch nicht. Kaevers Kollegin Hannah Pilarczyk meint hingegen, so herrlich entfesselt wie Salt and Fire sei schon lang kein Werk eines deutschen Filmemachers mehr gewesen.
Andreas Busche von Die Zeit erkennt im Film eine Erzählung von der Allmacht der Natur, von der Herzog fasziniert ist, und hebt hier insbesondere die zweite Hälfte des Films hervor. In der offenen Landschaft fühle sich der Regisseur merklich wohler als in geschlossenen Räumen.

### Auszeichnungen
Internationales Filmfestival Shanghai 2016
- Nominierung als Bester Film für den Golden Goblet	(Werner Herzog)